# Giro del Belgio 1960
Il Giro del Belgio 1960, quarantaquattresima edizione della corsa, si svolse in quattro tappe tra il 23 e il 26 maggio 1960, per un percorso totale di 898 km e fu vinto dal belga Alfons Sweeck.

## Tappe
| Tappa  | Data      | Percorso                 | km  | Vincitore di tappa | Leader cl. generale |
| ------ | --------- | ------------------------ | --- | ------------------ | ------------------- |
| 1ª     | 23 maggio | Bruxelles > Ostenda      | 226 | Arthur De Cabooter |                     |
| 2ª     | 24 maggio | Ostenda > Fleurus        | 245 | Joseph Schils      |                     |
| 3ª     | 25 maggio | Fleurus > Huy            | 226 | Constant Goossens  |                     |
| 4ª-1ª  | 26 maggio | Hannut (Cron. a squadre) | 23  | Groene Leeuw       |                     |
| 4ª-2ª  | 26 maggio | Hannut > Bruxelles       | 178 | Joseph Schils      | Alfons Sweeck       |
| Totale | Totale    | Totale                   | 898 |                    |                     |

## Dettagli delle tappe

### 1ª tappa
- 23 maggio: Bruxelles > Ostenda – 226 km

Risultati
| Pos. | Corridore         | Squadra      | Tempo    |
| ---- | ----------------- | ------------ | -------- |
| 1    | Arthur Decabooter | Groene Leeuw | 5h33'42" |
| 2    | Léopold Rosseel   | Wiel's       | s.t.     |
| 3    | Maurice Meuleman  | Wiel's       | s.t.     |

### 2ª tappa
- 24 maggio: Ostenda > Fleurus – 245 km

Risultati
| Pos. | Corridore     | Squadra     | Tempo    |
| ---- | ------------- | ----------- | -------- |
| 1    | Jozef Schils  | Mercier     | 5h56'50" |
| 2    | Alfons Sweeck | Groene Leeu | a 4"     |
| 3    | Louis Proost  | Peugeot     | a 10"    |

### 3ª tappa
- 25 maggio: Fleurus > Huy – 226 km

Risultati
| Pos. | Corridore      | Squadra  | Tempo    |
| ---- | -------------- | -------- | -------- |
| 1    | Stan Goossens  | Peugeot  | 5h55'48" |
| 2    | Marcel Ongenae | Dr. Mann | s.t.     |
| 3    | Willy Butzen   | Dr. Mann | a 30"    |

### 4ª tappa-1ª semitappa
- 26 maggio: Hannut – Cronometro a squadre – 226 km

Risultati
| Pos. | Squadra                  | Tempo  |
| ---- | ------------------------ | ------ |
| 1    | Groene Leeuw-Sinalco-SAS | 33'59" |
| 2    | Dr. Mann-Dossche Sport   | a 20"  |
| 3    | Libertas-Eura Drinks     | a 38"  |

### 4ª tappa-2ª semitappa
- 26 maggio: Hannut > Bruxelles – 178 km

Risultati
| Pos. | Corridore         | Squadra      | Tempo    |
| ---- | ----------------- | ------------ | -------- |
| 1    | Jozef Schils      | Mercier      | 4h29'45" |
| 2    | Arthur Decabooter | Groene Leeuw | s.t.     |
| 3    | Jean Van Gompel   | Libertas     | a 20"    |

## Classifiche finali

### Classifica generale
| Pos. | Corridore          | Squadra         | Tempo     |
| ---- | ------------------ | --------------- | --------- |
| 1    | Alfons Sweeck      | Groene Leeuw    | 22h31'32" |
| 2    | André Messelis     | Groene Leeuw    | a 22"     |
| 3    | Willy Truye        | Wiel's-Flandria | a 1'36"   |
| 4    | Constant De Keyser | Groene Leeuw    | a 4'29"   |
| 5    | Jozef Schils       | Mercier         | a 5'00"   |
| 6    | Kamiel Buysse      | Wiel's-Flandria | a 5'51"   |
| 7    | Lucien Demunster   | Wiel's-Flandria | s.t.      |
| 8    | Willy Butzen       | Dr. Mann        | a 10'14"  |
| 9    | Alfons Hermans     | Dr. Mann        | a 10'28"  |
| 10   | José De Noyette    | Groene Leeuw    | a 11'07"  |